# Emelco

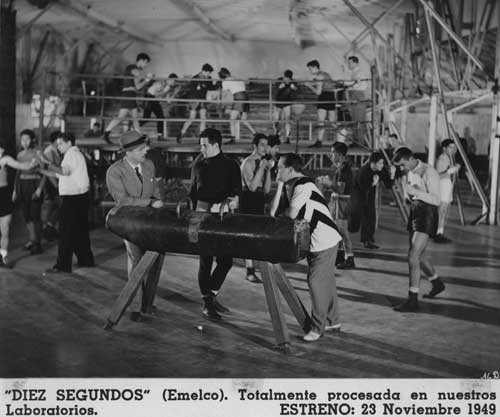
Fotograma de la película de Emelco Diez segundos (1949).

Emelco fue un estudio de cine argentino ubicado en un predio de cinco hectáreas en la calle Hipólito Yrigoyen al 1290 en la localidad de Martínez, Partido de san Isidro, próximo a la Ciudad Autónoma de Buenos Aires. En 1946 Emelco mantenía contratos anuales con 530 cines y teatros del país, e inclusive abrió una oficina en la ciudad de Nueva York.
Los estudios pasaron a propiedad del Banco Industrial de la República Argentina y en 1966 durante el gobierno del Dr. Arturo Umberto Illía fueron concedidos en comodato al Club Banco Industrial de la República Argentina, hoy llamado Club Banade, conforme el cambio de denominación de la entidad bancaria. Al liquidarse el Banco Nacional de Desarrollo (BANADE) durante el gobierno del Dr. Carlos Menem el comodato dio lugar a una cesión por ley de la Nación.
Entre los años 1946 y 1953 Ángel Oscar Donà fue el gerente publicitario para los cortometrajes comerciales de Cine Argentino.
En Chile existió una filial local de Emelco (denominada en algunas fuentes como Emelco Chilena) desde 1951, a cargo de Boris Hardy y que empezó a emitir en los cines chilenos desde el 4 de enero de 1955 el Noticiario Emelco.

## Filmografía seleccionada
- Burnt Land (1968)
- Native Pony (1953)
- Derecho viejo (1951)
- Una viuda casi alegre (1950)
- Rice and Milk (1950)
- Dance of Fire (1949)
- Diez segundos (1949)
- Vidalita (1949)
- The Name Was Carlos Gardel (1949)
- El barco sale a las diez (1948)
- The Drummer of Tacuari (1948)
- White Horse Inn (1948)
- Tierra del Fuego (1948)
- El retrato (1947)